# 金沢おぐら座
金沢おぐら座（かなざわおぐらざ）は、石川県金沢市に所在する大衆演劇の劇場である。
ほぼ月替わりで色々な大衆演劇の劇団を招聘し連日上演している。こけら落しは、2009年（平成21年）6月。

## 概要
- 公演時間：昼の部 13：30 - 、夜の部 18：30 -  （土曜日曜・祝日 昼の部 12：30 - 、夜の部 17：00 - ）
- 入場料：大人 1,800円（前売り 1,500円）学生　500円
- 定員：150人

## 所在地
- 石川県金沢市弥勒町ロ68番地

## アクセス
- IRいしかわ鉄道線 森本駅前。北陸自動車道 金沢森本ICより5分。
- 北鉄バス本津幡 - 兼六園下間